# 潮田健次郎
潮田 健次郎（うしおだ けんじろう、1926年6月4日 - 2011年4月13日）は、日本の実業家。トステムの創業者。

## 来歴・人物
東京都出身。1938年に白十字会林間学校を経て、尋常小学校を卒業。結核治療による長期治療を経て、1946年に家業の建具小売業に従事し、1949年に日本建具工業を設立し、1971年に商号をトーヨーサッシ(のちのトステム)に変更し、社長に就任。1998年10月に会長に就任し、2001年10月にはINAXトステム・ホールディングス会長に就任。
1987年4月に藍綬褒章を受章し、1998年4月に勲三等瑞宝章を受章。
2011年4月13日に肺炎のために死去。84歳没。